# Falkenbergs Stadshus AB
Falkenbergs Stadshus AB är ett svenskt förvaltningsbolag som agerar moderbolag för de verksamheter som Falkenbergs kommun har valt att driva i aktiebolagsform. Bolaget ägs helt av kommunen.

## Bolag
Källa: 
- Destination Falkenberg AB (100%)
- Falkenberg Energi Aktiebolag (100%)
  - Ekobilen 5A Fastighets AB (100%)
  - Falkenberg Energihandel AB (100%)
- Falkenbergs Bostadsaktiebolag (100%)
  - Falkenberg Bostad Utvecklings AB (100%)
  - Falkenbergs Parkering AB
- Falkenbergs Vatten och Renhållnings AB (100%)
  - Vatten & Miljö i Väst AB (50%)